# Pogrom de Kiev de 1881
Le pogrom de Kiev de 1881 est un pogrom qui dure trois jours à partir du 26 avril (7 mai) 1881 dans la ville de Kiev et se propage aux villages de la région environnante. Des violences sporadiques se poursuivent jusqu'à l'hiver. Il est considéré comme le pire des pogroms qui balayent le sud-ouest de la Russie impériale en 1881. Les pogroms continuent tout au long de l'été, se répandant sur le territoire de l'Ukraine actuelle, y compris dans le gouvernorat de Podolie, le gouvernorat de Volhynie, le gouvernorat de Tchernigov, le gouvernorat d'Ekaterinoslav, et d'autres.
On dit que les autorités tsaristes n'ont fait aucune tentative pour l'arrêter. Cependant, le professeur John Klier (en), spécialiste de l'histoire juive moderne à l'University College London (qui a consacré presque toute sa vie académique à la recherche sur la vie juive dans les territoires contrôlés par la Russie), conclut dans son étude détaillée **Russians, Jews and the Pogroms of 1881-1882** que, loin de permettre passivement les pogroms, le gouvernement tsariste a activement et à plusieurs reprises donné des ordres à la police et à l'armée pour les réprimer. Ils ont également publié des proclamations interdisant les émeutes anti-juives.

Le déclencheur direct du pogrom à Kiev, comme dans d'autres endroits, est l'assassinat du tsar Alexandre II le 1er mars (13 mars) 1881, pour lequel les instigateurs accusent les Juifs russes. Néanmoins, l'Union des ouvriers de la Russie méridionale contribue de manière significative à la propagation et à la continuation des violences en imprimant et en distribuant massivement un tract qui dit : 

« Frères travailleurs. Vous battez les Juifs, mais de manière indiscriminée. Il ne faut pas battre le Juif parce qu'il est Juif et qu'il prie Dieu à sa manière – en effet, Dieu est le même pour tous – mais plutôt, il faut le battre parce qu'il vole le peuple, il suce le sang de l'homme travailleur. »

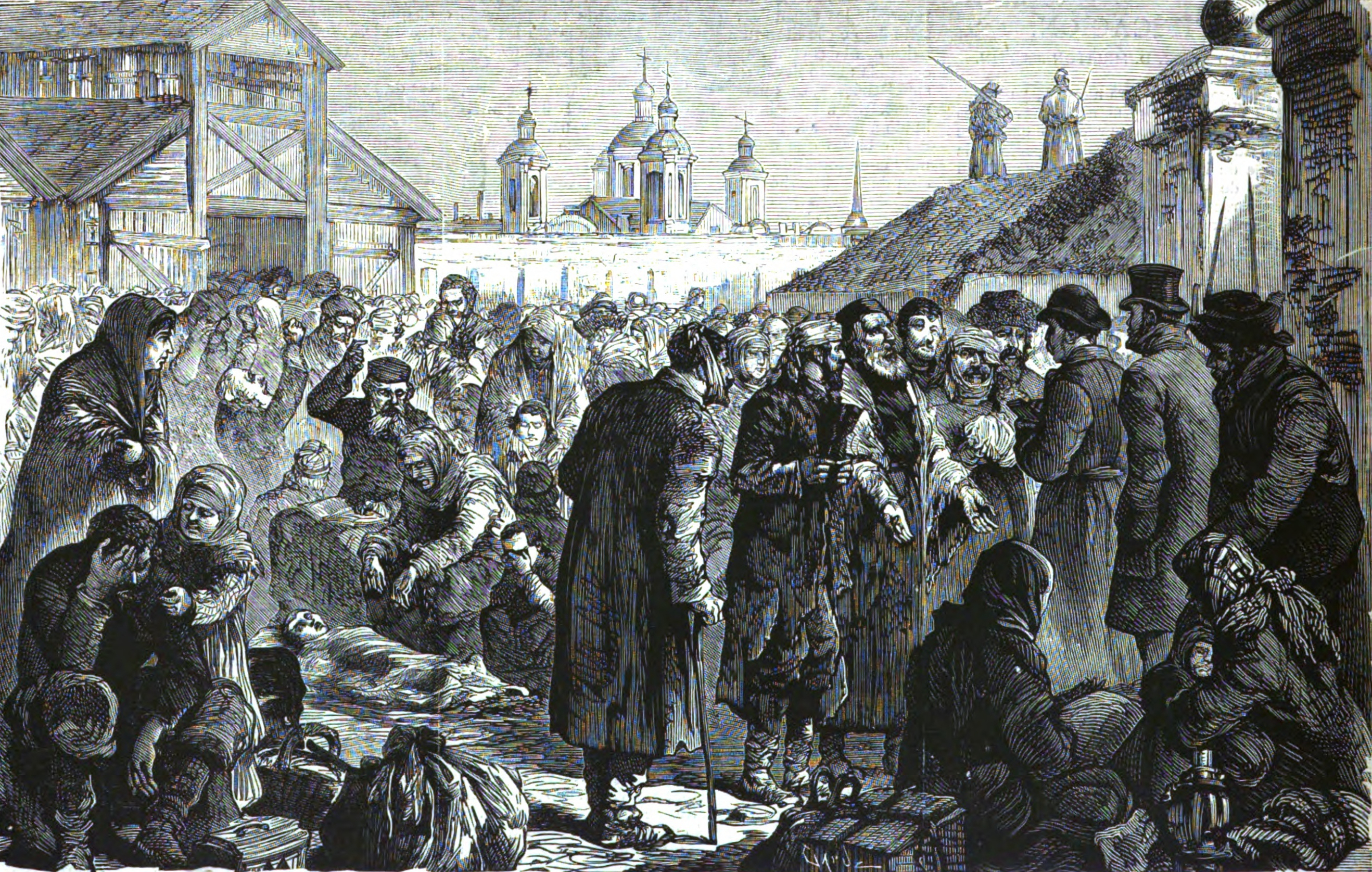
Expulsion des Juifs de Kiev (1881)

La mesure dans laquelle la presse russe était responsable d'encourager les perceptions de l'assassinat comme un acte juif a été disputée. Les conditions économiques locales (telles que les dettes ancestrales envers les prêteurs sur gages) sont considérées comme ayant contribué de manière significative aux émeutes, en particulier en ce qui concerne la participation des concurrents commerciaux des Juifs locaux et la participation des cheminots. Il a été avancé que cela était en réalité plus important que les rumeurs de responsabilité juive dans la mort du Tsar. Ces rumeurs, cependant, étaient clairement d'une certaine importance, ne serait-ce qu'en tant que déclencheur, et elles s'appuyaient sur un petit noyau de vérité : l'une des proches associées des assassins, Guessia Guelfman, était née dans une famille juive. Le fait que les autres assassins étaient tous athées et que la communauté juive au sens large n'avait rien à voir avec l'assassinat a eu peu d'impact sur la propagation de telles rumeurs antisémites. Néanmoins, l'assassinat a inspiré des attaques "de représailles" contre les communautés juives. Pendant ces pogroms, des milliers de maisons juives ont été détruites, de nombreuses familles ont été réduites à la pauvreté, et un grand nombre d'hommes, de femmes et d'enfants ont été blessés dans 166 villes des provinces sud-ouest de l'Empire.